# Sangue di sbirro
Sangue di sbirro è un film italiano del 1976 diretto da Alfonso Brescia.

## Trama
Il poliziotto Joe Caputo viene ucciso da Mallory, boss della mafia a Filadelfia. Suo figlio Daniel, poliziotto, decide di vendicarlo con l'aiuto del gangster Duke Giovanni.

## Colonna sonora
La musica della colonna sonora del film fu composta e arrangiata da Alessandro Alessandroni ed suonata da un super-gruppo composto da alcuni jazzisti italiani più apprezzati dell'epoca: Vincenzo Restuccia alla batteria, Silvano Chimenti alla chitarra, Enrico Pieranunzi al pianoforte e Dino Piana al trombone, oltre alla partecipazione della moglie di Alessandroni, Giulia De Mutiis, alla voce nel brano Sensualità (Luxury).
Per la colonna sonora del film, il regista Alfonso Brescia chiese espressamente ad Alessandroni di realizzare un tema simile a quello realizzato da Isaac Hayes per Shaft il detective, famoso film blaxploitation statunitense di Gordon Parks del 1971. Alessandroni compose la colonna sonora reinterpretando il tema principale di Shaft, incorporando ai groove jazz-funk e soul elementi di musica per sonorizzazioni, nella quale Alessandroni era già un affermato protagonista in Italia.
Tutte le tracce del disco sono state registrate in un'unica sessione di registrazione, il 15 novembre 1976, all'Ortophonic Studio di Roma con Sergio Marcotulli come tecnico del suono; tuttavia venne registrato più materiale di quello necessario per la colonna sonora, materiale che in seguito verrà pubblicato, insieme ad alcuni brani già pubblicati sulla colonna sonora del film, nel disco di Alessandroni Caratteristici vari, pubblicato nel 1979 su etichetta Usignolo.

### Tracce
Tutte la musica è composta e arrangiata da Alessandro Alessandroni.

#### Versione del 2007 (pubblicata da Cinedelic/Escalation)
1. Cop's blood - 3:20
2. Fuga nei sotterranei - 3:07
3. Knell - 1:51
4. Palance - 2:18
5. Tema di Susie - 1:33
6. Sbirro in fuga - 2:27
7. Luxury - 2:42
8. Philadelphia - 4:19
9. Cop's blood (carillon) - 2:41
10. Tema di Susie (whistle version) - 1:34
11. Club jazz - 2:47
12. Suspense and flashback - 2:42
13. Manhattan disco - 3:22
14. Duke soul jazz - 1:48
15. Amusement - 2:31
16. Skycrapers - 2:24
17. Sbirro in fuga (reprise) - 3:18
18. Cop's blood (end title) - 3:24

#### Versione del 2016 (pubblicata da Four Flies)
1. Cop's Blood (titles) - 3:19
2. Fuga nei sotterranei - 3:02
3. Knell - 1:48
4. Palance - 2:18
5. Tema di Susie - 1:33
6. Sbirro in fuga - 2:25
7. Philadelphia - 4:16
8. Carillon - 2:38
9. Tema di Susie #2 (suspense version) - 1:47
10. Sensualità - 2:38
11. Manhattan Disco - 3:22
12. Sbirro in fuga #2 - 3:17
13. Suspense and Flashback - 2:42
14. Tema di Susie #3 (whistle version) - 1:33

### Musicisti
- Sergio Marcotulli: tecnico del suono
- Silvano Chimenti: chitarra
- Enzo Restuccia: batteria
- Enrico Pieranunzi: pianoforte
- Dino Piana: trombone
- Giulia De Mutiis: cori

## Produzione
Pur essendo ambientato a Filadelfia, il film venne girato perlopiù a Roma. La sequenza dell'aeroporto di Filadelfia ad esempio fu girata all'interno dell'Hotel Cavalieri Hilton di Roma.

## Distribuzione
Distribuito nei cinema italiani l'11 dicembre 1976, Sangue di sbirro ha incassato complessivamente 253.359.230 lire dell'epoca.

## Critica
Marco Giusti nel suo dizionario dei film Stracult scrive «Più che un poliziottesco una tarantinata alla Al Bradley con Jack Palance in gran forma come gangster in ascesa e Luigi Montefiori sergente di polizia che deve vendicare il padre ucciso da un boss in quel di New York. Curioso.»